# Giovanni Maria Bottalla

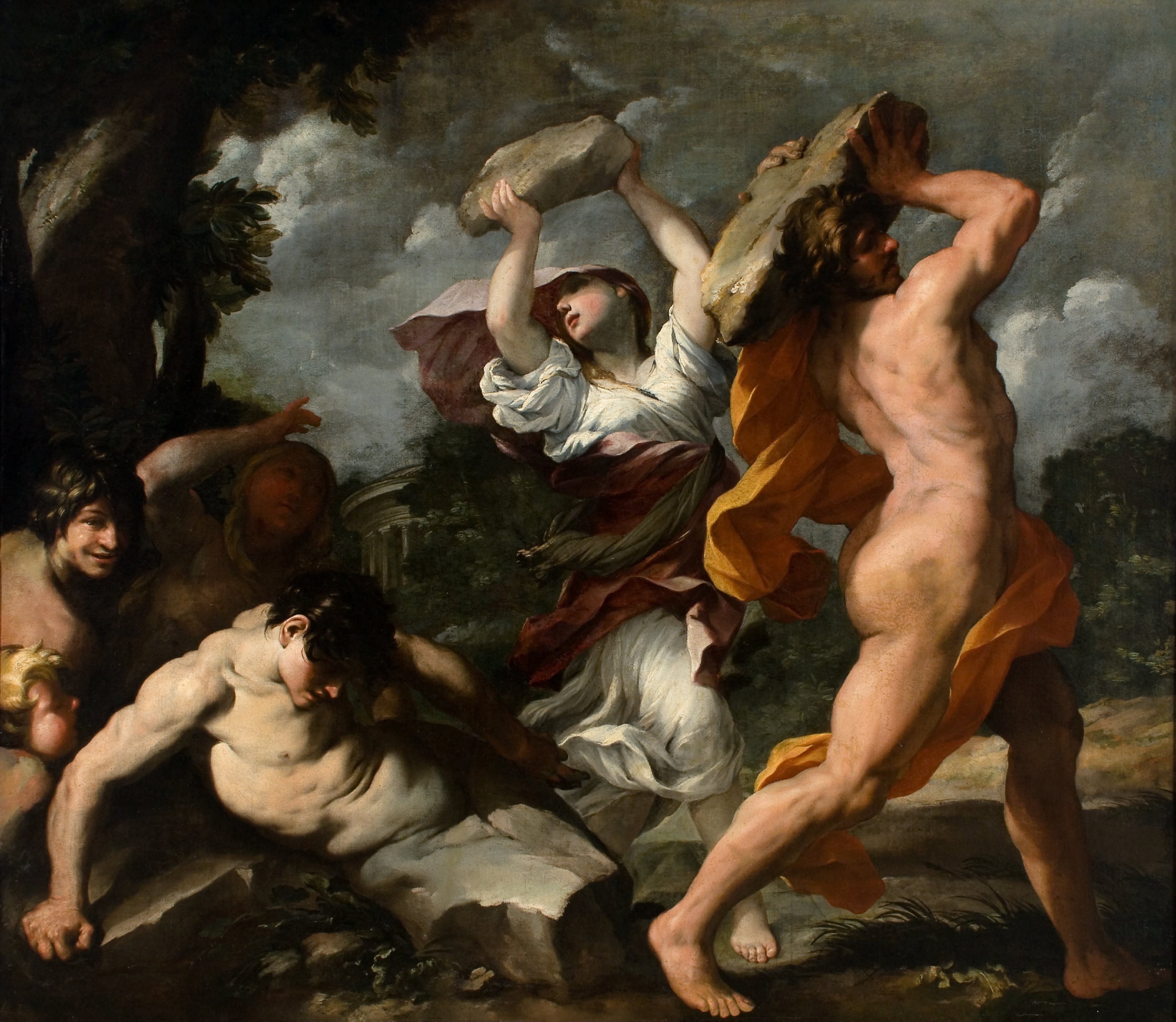
Deucalião e Pirra (c. 1635). Pintura de Giovanni Maria Bottalla (Museu Nacional de Belas Artes, Rio de Janeiro).

Giovanni Maria Bottalla (ou Bottala), dito Il Raffaellino (Savona, 1613 - Gênova, 1644 ) foi um pintor italiano do período barroco. Seu talento precoce no domínio do desenho renderam-lhe comparações com a arte de Rafael, de onde deriva seu apelido. Tal qual o mestre do renascimento, Giovanni também teve uma vida breve, falecendo aos 31 anos. Foi discípulo de Pietro da Cortona, tendo trabalhado com este em Roma por um longo período, além de eventual colaborador de Giovanni Francesco Romanelli.

## Vida e obra
Filho de Francesco Bottalla, Giovanni parte muito cedo para Roma, onde será influenciado pelo ambiente artístico da cidade e pela estética de Pietro da Cortona, de quem foi aprendiz, e com quem desenvolveria um relacionamento intenso e conturbado nas décadas seguintes. É possível que tenha colaborado com Pietro já na execução dos afrescos do Palácio Sacchetti, em Castelfusano, entre 1626 e 1629. Torna-se então protegido do cardeal Giulio Sacchetti, um dos principais colecionadores de Roma durante o papado de Urbano VIII. A proteção do cardeal evidencia a prestigiosa reputação da qual o jovem artista já gozava. É o próprio Sacchetti que apelida seu protegido de "Raffaellino" ("pequeno Rafael"), comparando-o com o grande mestre do renascimento, em função da maestria que demonstra no domínio do desenho.
Suas obras do período romano denotam uma singular habilidade em conciliar os arranjos coreográficos típicos do barroco e a dramaticidade das figuras em primeiro plano, quer nas obras de temática religiosa, quer nas cenas mitológicas. Dentre as obras desse período encontram-se Deucalião e Pirra (Museu Nacional de Belas Artes, Rio de Janeiro), o Encontro de Esau e Jacob e José vendido aos irmãos (Pinacoteca Capitolina, Roma) - cujos pendants, intitulados Sacrifício de Polissena e Rapto das Sabinas, foram executados por Pietro da Cortona (também na Pinacoteca Capitolina). É provável que tenha tido uma colaboração insólita com o célebre pintor francês Nicolas Poussin, conforme registra um inventário de 1688 no Palácio Sacchetti (Orfeu tocando a lira, rodeado por ninfas e animais, localização desconhecida).
Em 1637, aproveitando-se da ausência de Pietro da Cortona, em viagem por Bolonha, Bottalla e Giovanni Francesco Romanelli (também discípulo de Pietro), tentam substituí-lo na finalização dos afrescos do Palazzo Barberini em Roma. Informado das intenções dos discípulos, Pietro retorna imediatamente e, em um acesso de ira, destrói os cartões de transferência e os afrescos já executados por Bottalla e Romanelli. Somente algum tempo depois, graças à intervenção do cardeal Sacchetti, Bottalla se reconciliaria com Pietro, voltando a colaborar com o antigo mestre em algumas obras.
O episódio, no entanto, afastaria gradualmente Bottalla de Pietro. Acredita-se que o pintor tenha estado em Nápoles e Milão, embora não se conservem testemunhos dessas estadas. Em Gênova, Bottalla executa seus últimos afrescos, para o salotto do Palazzo Ayroli (atual Palazzo Negrone). Com sua morte precoce aos 31 anos, deixa a encomenda inacabada (posteriormente finalizada por Gioacchino Assereto). As circunstâncias de sua morte permanecem obscuras.